# حكومة صلاح الدين البيطار الأولى
تشكلت حكومة صلاح الدين البيطار الأولى في 9 آذار 1963 بموجب المرسوم رقم 2 الصادر بتاريخ 9 آذار 1963 القاضي بتشكيل حكومة الجمهورية العربية السورية برئاسة السيد صلاح الدين البيطار واستمرت حتى استقالتها في 11 أيـار 1963 بموجب المرسوم 285.

## التشكيل الوزاري
- السيد صلاح الدين البيطار، رئيساً لمجلس الوزراء وزيراً للخارجية
- السيد نهاد القاسم، نائباً لرئيس مجلس الوزراء ووزيراً للعدل
- الدكتور عبد الوهاب حومد، وزيراً للمالية
- العميد أركان حرب محمد الصوفي، وزيراً للدفاع
- العماد أركان حرب محمد أمين الحافظ، وزيراً للداخلية
- السيد منصور الأطرش، وزيراً للعمل والشؤون الاجتماعية
- السيد الدكتور عبد الحليم سويدان، وزيراً للزراعة
- الدكتور سامي الدروبي، وزيراً للتربية والتعليم
- الدكتور عبد الكريم زهور، وزيراً للاقتصاد
- السيد جمال الأتاسي، وزيراً للإعلام
- السيد درويش العلواني، وزيراً للدولة والأوقاف بالوكالة
- السيد هاني الهندي، وزيراً للتخطيط
- السيد الوليد طالب، وزيراً للشؤون البلدية والقروية
- السيد سامي صوفان، وزيراً للتموين
- السيد جهاد ضاحي، وزيراً للمواصلات
- السيد أحمد أبو صالح، وزيراً للأشغال العامة
- السيد شبلي العيسمي، وزيراً للإصلاح الزراعي
- الدكتور إبراهيم ماخوس، وزيراً للصحة
- السيد طالب ضماد، وزيراً للصناعة
- الدكتور سامي الجندي، وزيراً للثقافة والإرشاد القومي

## روابط خارجية
- مجلس الوزراء السوري
- الحكومات السورية على موقع رئاسة مجلس الوزراء
- الحكومات السورية على موقع مجلس الشعب السوري
- وزارات الدولة على بوابة الحكومة الإلكترونية السورية
- الوزارات والهيئات الحكومية على موقع مجلس الشعب السوري